# Antoine Godeau

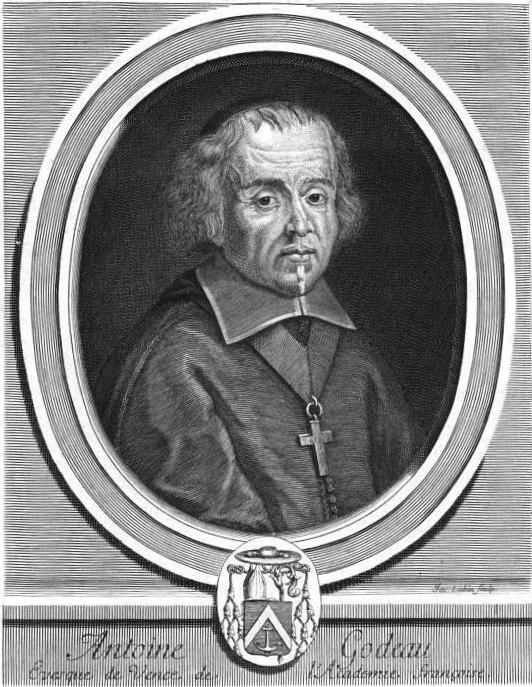
Antoine Godeau

Antoine Godeau (* 24. September 1605 in Dreux; † 21. April 1672 in Vence) war ein französischer Dichter und Schriftsteller.
Godeau war ein Cousin von Valentin Conrart und, seit 1634, Mitglied der Académie française. 1636 ernannte ihn Kardinal Richelieu für eine Paraphrase des Benedicite zum Bischof von Grasse.
Godeau gehörte auch zu den ständigen Gästen des Hôtel de Rambouillet.

## Werke
- Poésies de Malherbe (1630)
- Discours sur les œuvres de M. de Malherbe (1630)
- Œuvres Chrétiennes (1633)
- Poésies Chrétiennes
- La vie de saint Augustin (1652)
- Vie de saint Charles Borromée (1654)
- Prières, méditations (Paris, 1643)
- Avis à M. de Paris pour le culte du Saint-Sacrement dans les paroisses et de la faç de le porter aux malades (1644)
- Instructions et ordonnances synodales (1644)
- Vie de Saint Paul Apôtre (1647)
- La panégyrique de saint Augustin (1653)
- L’Eloge de saint François de Sales (1663)